# آژیر خطر
آژیر خطر فیلمی به کارگردانی مهدی میرصمدزاده و نویسندگی حبیب‌اله کسمایی محصول سال ۱۳۴۹ است.

## خلاصه داستان
دو برادر در کودکی از یکدیگر دور می‌افتند و در جوانی بدون اینکه موفق به شناسایی هم شوند برابر هم قرار می‌گیرند…

## بازیگران
- ایرج قادری
- گرشا رئوفی
- آذر حکمت شعار
- امید زند